# Bandang Laok
Bandang Laok is een bestuurslaag in het regentschap Bangkalan van de provincie Oost-Java, Indonesië. Bandang Laok telt 5585 inwoners (volkstelling 2010).